# Rospiggarna Speedway
Rospiggarna Hallstavik, właśc. Rospiggarna Speedway – żużlowy klub z Hallstaviku (gmina Norrtälje) występujący w Elitserien. Pięciokrotny drużynowy mistrz Szwecji (1995, 1997, 2001, 2002, 2016).

## Historia
Klub został założony w 1960 roku jako sekcja żużlowa utworzonego 30 lat wcześniej klubu MK Orion. W 1966 roku nazwę klubu zmieniono na Stjärnorna (po polsku: gwiazdy), a w 1978 przywrócono nazwę Rospiggarna. W 1988 roku zespół pierwszy raz w swojej historii awansował do Elitserien (najwyższej klasy rozgrywkowej).
Końcówka XX i początek XXI wieku były dla klubu najbardziej obfite w miejsca na podium ligi szwedzkiej. W 1995 Rospiggarna wywalczyła swoje pierwsze mistrzostwo Szwecji, a z ligowego podium nie schodziła przez osiem kolejnych sezonów (1995-2002). W 2003 zajęła dopiero przedostatnie miejsce. W tym okresie drużyna wywalczyła cztery mistrzostwa kraju. W latach 1995–2009 w klubie jeździł czterokrotny indywidualny mistrz świata, Greg Hancock. W 2010 ogłoszono, że z powodu problemów finansowych drużyna wycofuje się z Elitserien i będzie jeździć ligę niżej, w Allsvenskan. Od 2014 ponownie jeździ w Elitserien, a w 2016 zdobyła piąte mistrzostwo Szwecji.
Po sezonie 2019 zakończenie kariery ogłosił jeden z bardziej utytułowanych i zasłużonych zawodników Rospiggarny, Andreas Jonsson.

## Osiągnięcia

### Drużynowe mistrzostwa Szwecji
- złoto: 5 (1995, 1997, 2001, 2002 i 2016)
- srebro: 3 (1996, 1998 i 2000)
- brąz: 6 (1999, 2014, 2017, 2018, 2021 i 2022)

### Indywidualne mistrzostwa świata[a]
- 1. miejsce (2):
  - 1997 – Greg Hancock
  - 2017 – Jason Doyle
- 2. miejsce (3):
  - 1998 – Jimmy Nilsen
  - 2006 – Greg Hancock
  - 2011 – Andreas Jonsson
- 3. miejsce (3):
  - 1996 – Greg Hancock
  - 2002 – Ryan Sullivan
  - 2004 – Greg Hancock

## Kadra drużyny
Stan na marzec 2022 r.
- Daniel Henderson
- Kai Huckenbeck
- Timo Lahti[b]
- Andžejs Ļebedevs
- Adrian Miedziński
- Broc Nicol
- Kim Nilsson
- Victor Palovaara
- Kevin Wölbert
- Szymon Woźniak

## Znani i wyróżniający się zawodnicy
W nawiasie podano lata startów dla Rospiggarny.
- Erik Stenlund (1990–2001)
- Tony Rickardsson (1992–1993)
- Jason Crump (1995)
- Greg Hancock (1995–2009)
- Jimmy Nilsen (1996–1998)
- Andreas Jonsson (1996–2004, 2011–2019)
- Ryan Sullivan (1999–2002, 2009–2010)
- Timo Lahti (2011–2018, 2020–)
- Jason Doyle (2016–2019)